# Cantó de Grandrieu

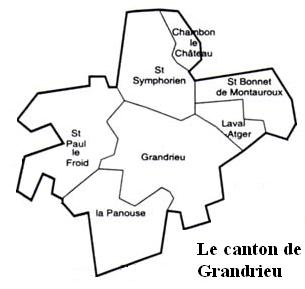
Mapa del cantó de Grandrieu

El cantó de Grandrieu és un cantó francès del departament del Losera, a la regió d'Occitània. Està enquadrat al districte de Mende, té 7 municipis i el cap cantonal és Grandrieu.

## Municipis
- Lo Chambon del Chastèl
- Grandrieu
- La Val Atgièr
- La Panosa
- Sent Bonet de Montaurós
- Sent Paul lo Fred
- Sent Eferian